# Петрук Роман Прокопович
Роман Прокопович Петрук (нар. 17 жовтня 1940, Рудники) — український художник-кераміст, скульптор. 1964 року закінчив Львівський інститут прикладного та декоративного мистецтва. Від 1967 року художник монументального цеху Львівського художньо-виробничого комбінату.

## Роботи
- Пам'ятник на могилі художника Євгена Лисика на Личаківському цвинтарі у Львові, поле 67 (2005, архітектор Кость Присяжний).[1]
- Пам'ятник на могилі художника Зеновія Флінти на Личаківському цвинтарі у Львові, поле 21 (архітектор Кость Присяжний).[2]
- Бронзова меморіальна таблиця з барельєфним зображенням Андрея Шептицького, встановлена 1990 року на фасаді шпиталю «Народна лічниця» імені митрополита Андрея Шептицького, що на вул. Озаркевича, 4 у Львові та напис на якій сповіщає, що «Український шпиталь Народної лічниці імені Андрея Шептицького, збудований волею і зусиллям народу. Прийняв перших пацієнтів 10.IV.1938»[3].
- Скульптура Матінки Божої (2010), у наріжній ніші будинку художньо-меморіального музею Олекси Новаківського, на вул. Листопадового Чину, 11, у Львові.
- Каплиця «Живе Джерело»  у Трускавець 1998—2000. Постаті чотирьох євангелістів Матвія, Івана, Луки, Марка.[4]
- Скульптура «Малий Перун» у санаторії «Карпати» у Трускавці (1989, бронза).
- Хвіртка  «Мавка і Чугайстер» для санаторію «Карпати» у Трускавці 1990 бронза. [4]
- Вертепна скульптурна група для санаторію «Карпати» у Трускавці 1990—2000.[4]
- Скульптура «Відьма» Музей-Аптека Львів 1986 мідь.[4]
- Рельєфне панно для будинку культури цукрового зводу у Дубно[5]
- Декоративні блюда «Дерево миру», «Садівник», «Олекса Довбуш»[5]
- Рельєф у львівському кафе «Морозиво»[5]
- Композиція «Круглий стіл», кераміка. Навколо круглого стола розташовуються 12 стилізованих людських постатей — іде ніби важлива зустріч. Цікавим є те що площина стола поділена на чотири різнобарвні сектори, що можна інтерпретувати як різницю у поглядах осіб.[6]
- «Вулиця» робота виконана у розмальованому дереві. На довгій жердині художник розміщує десяток, вирізаних з дерева перехожих. Це чоловічі, жіночі та дитячі постаті — дама під парасолькою, чоловік що несе драбину, ще один веде собаку, інший несе півня. Всі йдуть в одну сторону. Особливістю роботи є те що кожен «перехожий» повертається у своєму гнізді і вже вони «йдуть» один одному на зустріч.[6]
- «Ной» (1972) робота присвячена майстру народної кераміки Ілюку. На дні «миски», яка символізує ковчег, стоїть оголена фігура, а по краю фігурки різних тварин. Вони виконані у вигляді свистульок.[6]
- «Колядки» (1979). Робота виконана у формі глечика. На стінках якого розмішені стилізовані фігурки колядників. Ручка виконана у формі змії, а кришечка у вигляді свічника.[6][7]
- «Йшли корови із діброви» (кам'яна маса, емалі; 1979). Композиція вирішена у формі глечика по якому виконано розпис темно зеленою фарбою. Зображення пейзажу і тварин подано стилізовано локальними плямами. Ритмічний рух яких відтворює настрій літнього вечора.[7]
- «Данило Галицький» (1973). Постать князя розміщена на перевернутій мисці з широкими краями, яка символізує гору під якою виросте нове місто. Фігура виконана без дотримання реальних пропорцій — автор намагався передати не зовнішню подібність, а психологічний стан людини втомленої численними походами і битвами.[7]
- Емблема Українського товариства охорони пам'яток історії та культури (1969). Емблема розташована на фасаді будинку № 18 на Площи Ринок у Львові. Виконана з шамоту та декорована поливами. Робота вирішена у живій, гумористичній формі. У центрі композиції — символічна фігура «охоронці старовини», що має у руках бартку та щит із зображенням дерев'яної пам'ятки архітектури. Постать вирішена лаконічно наближено до зображень на кахлях у динамічному русі. Декоративні елементи оточення виконані у формі барокового картуша.[7]
- Декоративна скульптура «Лірник» для концертного залу «Ліра» у Володимирі-Волинському (1989, шамот, 190×63×62).[8]
- Конкурсний проект меморіалу на місці Янівського концтабору (1988, співавтор О. Скоп).[9]

Пам'ятник на могилі художника Євгена Лисика (2005, м. Львів, Личаківський цвинтар)
Емблема Українського товариства охорони пам'яток історії та культури (1969, м. Львів, площа Ринок, 18)
Меморіальна таблиця А. Шептицькому на фасаді шпиталю «Народна лічниця» ім. митрополита Андрея Шептицького (1990, м. Львів, вул. Озаркевича, 4)

## Виставки
1963 року пройшла його перша індивідуальна виставка в помешканні Марії Лінинської